# King Arthur (série télévisée d'animation)
Pour les articles homonymes, voir King Arthur et Arthur.
King Arthur (円卓の騎士物語 燃えろアーサー, Entaku no Kishi Monogatari Moero Āsā) est une série télévisée d'animation japonaise (anime) produite par Toei Animation et diffusée du 9 septembre 1979 au 3 mars 1980. La seconde partie Moero Arthur Hakuba no Ōji (燃えろアーサー 白馬の王子) a été diffusée du 6 avril au 21 septembre 1980.
En France, la série a été diffusée à partir du 21 mars 1987 dans Youpi ! L'école est finie sur La Cinq. Puis dans les années 1990 sur TMC et AB Cartoons, et enfin dans la nuit du 8 au 9 mars 2008 sur la chaîne Mangas.

## Synopsis
L’histoire commence par l’invasion des troupes du roi Lavik. Après avoir été recueilli par Merlin, Arthur décide de libérer le royaume. Il s’empare de Camelot et s’entoure de chevaliers dont Tristan et Lancelot. À la fin de la saison Arthur bat Lavik et récupère son royaume.
Dans la seconde saison, Arthur combat des vikings venus en bateau volant. Pour cela, il part sur la route et se fait accompagner, par Brustus, Pete et un chien. Se faisant passer pour un paysan trouillard il se transforme en chevalier quand le danger guette le groupe, sans éveiller les soupçons de ses amis.

## Distribution

### 1erdoublage(1982)
- José Luccioni : Arthur Pendragon
- Yves-Marie Maurin : Lancelot du Lac
- Guy Chapellier : Tristan de Léonois
- Catherine Lafond : Guenièvre
- Mario Santini : Lavik
- Marcelle Lajeunesse : Medessa et Igraine
- Edgar Givry : Kay et le prêtre Peloia
- Jacques Ferrière : Guster
- Jean-Henri Chambois : Merlin l'Enchanteur et l'archeveque de Canterbury
- René Beriard : Hector, le père adoptif d'Arthur, Longinos et Léogrances

### 2edoublage(1987)
- Vincent Ropion : Arthur Pendragon
- Thierry Ragueneau : Lancelot du Lac
- Gilles Laurent : Tristan de Léonois
- Marc François : Perceval le Gallois et Brutus
- Nadine Delanoë : Fiené et Isolde
- Catherine Privat : Guerrehet, Marlinet, Miria, Pete et Guenièvre (parfois)
- Claude Chantal : Medessa et Igraine
- Max André : Lavik
- Jean Violette : Merlin l'Enchanteur
- Gibert Lévy : le chevalier vert
- Jacques Ferrière : Uther Pendragon
- Véronique Alycia : Guenièvre
- Michel Derain : Léogrances
- Emmanuel Jacomy : Kay
- Igor De Savitch : Hector
- Georges Poujouly : le prêtre Peloia
- Françoise Blanchard : Viviane
- Henry Djanik : le roi Ban et Brandt
- Jacques Marin : le roi Longinos
- Georges Aubert : Evans et le père de Tristan
- Claude Joseph : Kindersen et Grand Ours
- Daniel Gall : le père de Hans
- Jean-Pierre Moulin : le chef des soldats
- Sylvie Moreau : la sorcière Guyana et Assoura, la femme des neiges
- Philippe Bellay, François Leccia, Jacques Bouanich, Yves Barsacq et Roger Lumont : voix additionnelles

## Adaptation en manga
Il existe une adaptation de cet anime sous forme de manga, signée Satomi Mikuriya (御厨さと美), et parue dans le magazine Bōken-Ō (冒険王) D'autres adaptations sont également parues dans Terebi Magazine (テレビマガジン) et Terebi Land (テレビランド).